# مالالا، ساوت استرالیا
مالالا (به انگلیسی: Mallala) یک شهرک در استرالیا است که در استرالیای جنوبی واقع شده‌است.